# جمعية اعلام الحرب الإمبراطورية الالمانية
كانت جمعية اعلام الحرب الإمبراطورية الالمانية منظمة شبه عسكرية أسسها إرنست روم في عام 1923.
تم تشكيل جمعية اعلام الحرب الإمبراطورية الالمانية من المجموعات المحلية لـ ميمينجين و شلايسهايم وأوغسبورغ وميونخ من (رابطة العلم الإمبراطوري القتالية) ، والتي سبق طردها بسبب العصيان. كان القائد الرسمي جوزيف سيدل ، لكن إرنست روم كان في الحقيقة هو المسيطر. تم نقل القيادة السياسية إلى أدولف هتلر في 25 سبتمبر 1923. كانت جزءًا من عصبة المعركة. كان جمعية اعلام الحرب الإمبراطورية الالمانية بقيادة إرنست روم دور فعال في انقلاب بير هول - المحاولة الفاشلة لهتلر والحزب النازي للاستيلاء على السلطة في ميونيخ في نوفمبر 1923. تم حظره الحزب النازي بعد ذلك. تم إحياء جمعية اعلام الحرب الإمبراطورية الالمانية لفترة وجيزة في عام 1925 ، ثم تم دمجها مع تانينبيرغبوند.